# Piața obligațiunilor
Piața obligațiunilor (de asemenea, piața datoriilor sau piața de credit ) este o piață financiară în care participanții pot emite noi datorii, cunoscute sub denumirea de piață primară, sau pot cumpăra și vinde titluri de creanță, cunoscute sub denumirea de piață secundară. Acesta este de obicei sub formă de obligațiuni, dar poate include bilete, facturi și așa mai departe pentru cheltuieli publice și private. Piața de obligațiuni a fost dominată în mare măsură de Statele Unite, care reprezintă aproximativ 39% din piață. Începând cu 2021, dimensiunea pieței de obligațiuni (datoria totală restante) este estimată la 119 trilioane de dolari la nivel mondial și la 46 de trilioane de dolari pentru piața din SUA, potrivit Asociației Industriei și Piețelor Financiare a Valorilor Mobiliare (SIFMA).
Obligațiunile și împrumuturile bancare formează ceea ce se numește piața de credit. Piața globală de credit, în total, este de aproximativ trei ori mai mare decât piața globală de acțiuni. Împrumuturile bancare nu sunt titluri de valoare în temeiul Legii privind valorile mobiliare și schimbul de valori, dar obligațiunile sunt, de obicei, și sunt, prin urmare, mai strict reglementate. Obligațiunile nu sunt de obicei garantate prin garanții (deși pot fi) și sunt vândute în valori relativ mici, de aproximativ 1.000 de dolari până la 10.000 dedlari. Spre deosebire de împrumuturile bancare, obligațiunile pot fi deținute de investitori de retail. Obligațiunile sunt tranzacționate mai frecvent decât împrumuturile, deși nu la fel de des ca acțiunile.
Aproape toate tranzacțiile zilnice medii de pe piața de obligațiuni din SUA au loc între broker-dealeri⁠(d) și instituții mari pe o piață descentralizată over-the-counter (OTC). Cu toate acestea, un număr mic de obligațiuni, în primul rând cele corporative, sunt listate la burse. Prețurile și volumele tranzacționării obligațiunilor sunt raportate pe Motorul de raportare și conformitate a comerțului al Autorității de Reglementare a Industriei Financiare (FINRA), sau TRACE.
O parte importantă a pieței obligațiunilor este piața obligațiunilor de stat, datorită dimensiunii și lichidității sale. Obligațiunile de stat sunt adesea folosite pentru a compara alte obligațiuni pentru a măsura riscul de credit. Din cauza relației inverse dintre evaluarea obligațiunilor și ratele dobânzii (sau randamente), piața obligațiunilor este adesea folosită pentru a indica modificări ale ratelor dobânzii sau forma curbei randamentului, măsura „costului finanțării”. Se crede că randamentul obligațiunilor de stat din țări cu risc scăzut, cum ar fi Statele Unite sau Germania, indică o rată de nerambursare fără risc. Alte obligațiuni denominate în aceleași valute (dolari americani sau euro) vor avea, de obicei, randamente mai mari, în mare parte pentru că alți debitori sunt mai susceptibili decât guvernele centrale din SUA sau Germania de a ajunge la neplată, iar pierderile pentru investitori în caz de neplată sunt de așteptat a fi mai ridicate. Principala modalitate de neplată este să nu se plătească integral sau să nu se plătească la timp.

## Tipuri
Asociația Industriei și Piețelor Financiare a Valorilor Mobiliare (SIFMA) clasifică piața mai largă a obligațiunilor în cinci piețe specifice de obligațiuni.
- Corporativă
- Guvern și agenție
- Municipale
- Obligații de datorie garantate cu ipoteci, cu active și cu garanții
- Finanțare

## Participanții
Participanții pe piața de obligațiuni sunt similari cu participanții de pe majoritatea piețelor financiare și sunt în esență fie cumpărători (emitent de datorii) de fonduri, fie vânzători (instituții) de fonduri și adesea ambele.
Printre participanți se numără:
- Investitori instituționali
- Guvernele
- Comercianții
- Persoanele fizice

Din cauza specificului emisiunilor individuale de obligațiuni și a lipsei de lichiditate în multe emisiuni mai mici, majoritatea obligațiunilor restante sunt deținute de instituții precum fondurile de pensii, băncile și fondurile mutuale. În Statele Unite, aproximativ 10% din piață este deținută de persoane private.

## Mărimea
Sumele restante pe piața globală de obligațiuni au crescut cu 2% în cele douăsprezece luni până în martie 2012, până la aproape 100 de trilioane de dolari. Obligațiunile interne au reprezentat 70% din total, iar obligațiunile internaționale restul. Statele Unite au fost cea mai mare piață cu 33% din total, urmate de Japonia (14%). Ca proporție din PIB-ul global, piața de obligațiuni a crescut la peste 140% în 2011, de la 119% în 2008 și 80% cu un deceniu mai devreme. Creșterea considerabilă înseamnă că în martie 2012 era mult mai mare decât piața globală de acțiuni, care avea o capitalizare de piață de aproximativ 53 de trilioane de dolari. Creșterea pieței de la începutul încetinirii economice a fost în mare parte rezultatul unei creșteri a emisiunilor de către guverne. În ceea ce privește numărul de obligațiuni, există peste 500.000 de obligațiuni corporative unice în SUA.
Valoarea restantă a obligațiunilor internaționale a crescut cu 2% în 2011, la 30 de trilioane de dolari. Cele 1,2 trilioane de dolari emise în cursul anului au scăzut cu aproximativ o cincime față de totalul anului precedent. Prima jumătate a anului 2012 a avut un început puternic, cu emisiuni de peste 800 de miliarde de dolari. Statele Unite au fost lider în ceea ce privește valoarea excepțională, cu 24% din total, urmate de Marea Britanie cu 13%.

### Dimensiunea pieței de obligațiuni din SUA
Trezorerie (35,16%)
     Datorie corporativă (21,75%)
     Legate de ipotecă (22,6%)
     Municipale (9,63%)
     Piețe monetare (2,36%)
     Titluri de valoare ale agenției (4,99%)
     Garantate cu active (3,51%)
Potrivit Asociației Industriei și Piețelor Financiare a Valorilor Mobiliare (SIFMA),, începând cu trimestrul 1 din 2017, dimensiunea pieței de obligațiuni din SUA este (în miliarde):
| Categorie                       | Cantitate    | Procent |
| ------------------------------- | ------------ | ------- |
| Trezorerie                      | 13.953,6 USD | 35,16%  |
| Datoria corporativă             | 8.630,6 USD  | 21,75%  |
| Legate de ipotecă               | 8.968,8 USD  | 22,60%  |
| Municipale                      | 3.823,3 USD  | 9,63%   |
| Piețele monetare                | 937,2 USD    | 2,36%   |
| Titluri de valoare ale agenției | 1.981,8 USD  | 4,99%   |
| Garantate cu active             | 1.393,3 USD  | 3,51%   |
| Total                           | 39.688,6 USD | 100%    |

Trebuie reținut că totalul datoriilor guvernamentale federale recunoscute de SIFMA este semnificativ mai mic decât totalul facturilor, bancnotelor și obligațiunilor emise de Departamentul de Trezorerie al SUA , de aproximativ 19,8 trilioane de dolari la acea vreme. Este posibil ca această cifră să fi exclus datoriile interguvernamentale, cum ar fi cele deținute de Rezerva Federală și de Fondul fiduciar de securitate socială.

## Volatilitate

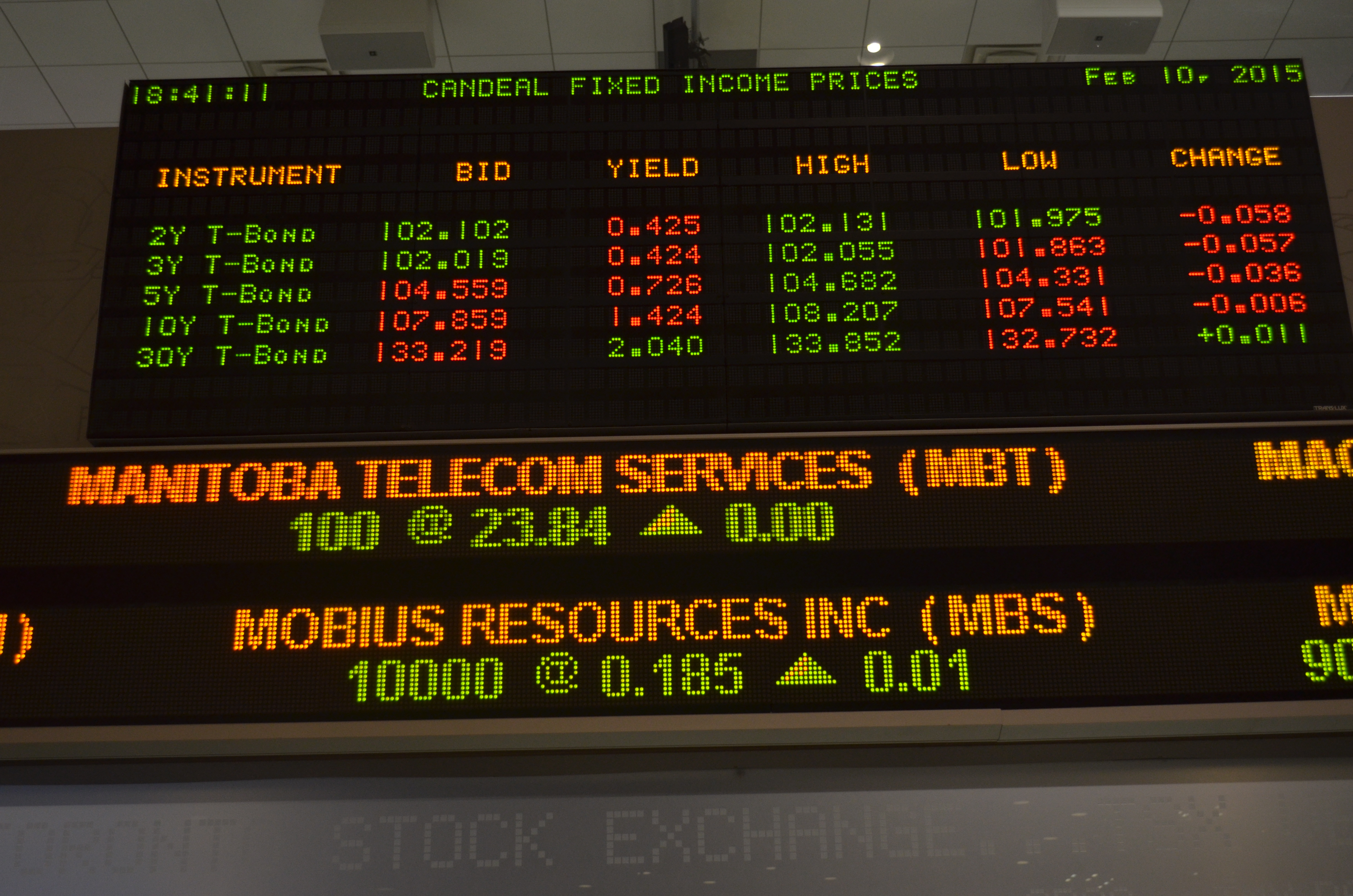
Prețurile pieței obligațiunilor.

Pentru participanții de pe piață care dețin o obligațiune, colectează cuponul și îl păstrează până la scadență, volatilitatea pieței este irelevantă; principalul și dobânda sunt primite conform unui program prestabilit.
Dar participanții care cumpără și vând obligațiuni înainte de scadență sunt expuși multor riscuri, cel mai important la modificări ale ratelor dobânzilor. Când ratele dobânzilor cresc, valoarea obligațiunilor existente scade, deoarece emisiunile noi plătesc un randament mai mare. La fel, atunci când ratele dobânzilor scad, valoarea obligațiunilor existente crește, deoarece emisiunile noi plătesc un randament mai mic. Acesta este conceptul fundamental al volatilității pieței obligațiunilor – modificările prețurilor obligațiunilor sunt inverse cu modificările ratelor dobânzii. Ratele fluctuante ale dobânzilor fac parte din politica monetară a unei țări, iar volatilitatea pieței de obligațiuni este un răspuns la schimbările economice și de politică monetară așteptate.
Opiniile economiștilor despre indicatorii economici în comparație cu datele reale publicate contribuie la volatilitatea pieței. Un consens strâns se reflectă în general în prețurile obligațiunilor și există o mică mișcare a prețurilor pe piață după publicarea datelor „in-line”. În cazul în care lansările economice diferă de punctul de vedere al consensului, piața suferă de obicei o mișcare rapidă a prețurilor pe măsură ce participanții interpretează datele. Incertitudinea (măsurată printr-un consens larg) aduce, în general, mai multă volatilitate înainte și după o lansare. Lansările economice variază ca importanță și impact în funcție de locul în care se află economia în ciclul economic.

## Investiții în obligațiuni
Obligațiunile se tranzacționează de obicei în trepte de 1.000 de dolari și sunt evaluate ca procent din valoarea nominală (100%). Multe obligațiuni au minime impuse de obligațiune sau de dealer. Dimensiunile tipice oferite sunt incremente de 10.000 de dolari. Pentru broker/dealeri, totuși, orice tranzacție mai mică decât o tranzacție de 100.000 de dolari este privită ca un „lot ciudat”.
Obligațiunile plătesc de obicei dobândă la intervale stabilite. Obligațiunile cu cupoane fixe împart cuponul declarat în părți definite de programul lor de plată, de exemplu, plata semestrială. Obligațiunile cu cupoane cu rată variabilă au stabilit programe de calcul în care rata variabilă este calculată cu puțin timp înainte de următoarea plată. Obligațiunile cu cupon zero nu plătesc dobândă. Acestea sunt emise cu o reducere mare pentru a contabiliza dobânda implicită.
Deoarece majoritatea obligațiunilor au venituri previzibile, acestea sunt de obicei achiziționate ca parte a unei scheme de investiții mai conservatoare. Cu toate acestea, investitorii au capacitatea de a tranzacționa în mod activ obligațiuni, în special obligațiuni corporative și obligațiuni municipale, în piață și pot câștiga sau pierde bani în funcție de factorii economici, rata dobânzii și situația emitentului.
Dobânda obligațiunilor este impozitată ca venit obișnuit, spre deosebire de veniturile din dividende, care beneficiază de rate de impozitare favorabile. Cu toate acestea, multe obligațiuni guvernamentale și municipale sunt scutite de unul sau mai multe tipuri de impozitare.
Companiile de investiții permit investitorilor individuali posibilitatea de a participa pe piețele de obligațiuni prin fonduri de obligațiuni, fonduri închise și trusturi de investiții unitare. În 2006, intrările nete ale fondurilor de obligațiuni au crescut cu 97%, de la 30,8 miliarde USD în 2005 la 60,8 miliarde USD în 2006. Fondurile tranzacționate la bursă (ETF) sunt o altă alternativă la tranzacționarea sau investiția directă într-o emisiune de obligațiuni. Aceste titluri permit investitorilor individuali capacitatea de a depăși dimensiuni mari de tranzacționare inițială și incrementală.

## Indicii obligațiunilor
Există o serie de indici de obligațiuni în scopul administrării portofoliilor și al măsurării performanței, similar cu indicii S&P 500 sau Russell pentru acțiuni. Cele mai comune valori de referință americane sunt Barclays Capital Aggregate Bond Index, Citigroup BIG⁠(d) și Merrill Lynch Domestic Master. Majoritatea indicilor fac parte din familii de indici mai largi care pot fi utilizați pentru a măsura portofoliile globale de obligațiuni sau pot fi subdivizați în continuare după scadență sau după sectorul pentru gestionarea portofoliilor specializate.

## Istorie
În Sumerul antic, templele funcționau atât ca lăcașuri de cult, cât și ca bănci, sub supravegherea preoților și a conducătorului. Împrumuturile au fost acordate la o dobândă fixă obișnuită de 20%; acest obicei a fost continuat în Babilon, Mesopotamia și scris în Codul Hammurabi din secolul al VI-lea î.Hr.
Prima obligațiune cunoscută din istorie datează din circa 2400 î.Hr. în Nippur, Mesopotamia (Irakul de astăzi). A garantat plata cerealelor de către principal. Garanția a garantat rambursarea în cazul în care principalul nu a efectuat plata. 
În aceste vremuri străvechi, împrumuturile se făceau inițial în vite sau cereale din care se putea plăti dobânda din creșterea turmei sau recoltei și restituirea unei părți împrumutătorului. Argintul a devenit popular deoarece era mai puțin perisabil și permitea transportarea mai ușor a valorilor mari, dar spre deosebire de vite sau cereale nu puteau produce în mod natural interes. Impozitarea derivată din munca umană a evoluat ca o soluție la această problemă.
Până în epoca Plantagenet, coroana engleză a avut legături de lungă durată cu finanțatorii și comercianții italieni, cum ar fi Ricciardi din Lucca în Toscana. Aceste legături comerciale se bazau pe împrumuturi, similare împrumuturilor bancare moderne; alte împrumuturi au fost legate de nevoia de finanțare a cruciadelor și orașele-stat ale Italiei s-au aflat - în mod unic - la intersecția comerțului internațional, a finanțării și religiei. Cu toate acestea, împrumuturile vremii nu erau încă securitizate sub formă de obligațiuni. Acea inovație a venit dinspre nord: Veneția.
În Veneția din secolul al XII-lea, guvernul orașului-stat a început să emită obligațiuni de război cunoscute sub numele de prestiti, perpetuități plătind o rată fixă de 5%. Acestea au fost inițial privite cu suspiciune, dar capacitatea de a le cumpăra și de a le vinde a devenit considerată ca fiind valoroasă. Titlurile de valoare din această perioadă medievală târzie au fost evaluate cu tehnici foarte asemănătoare cu cele utilizate în finanțele cantitative moderne. Astfel a luat naștere piața obligațiunilor.
După Războiul de 100 de ani, monarhii Angliei și Franței au intrat în incapacitate de plată a datoriilor foarte mari față de bancherii venețieni, provocând prăbușirea sistemului bancar lombard în 1345. Acest regres economic a lovit fiecare parte a vieții economice - inclusiv îmbrăcămintea, alimentele și igiena - și în timpul morții negre care a urmat, economia europeană și piața obligațiunilor s-au epuizat și mai mult. Veneția a interzis bancherilor săi să tranzacționeze datorii guvernamentale, dar ideea datoriei ca instrument tranzacționabil și, prin urmare, piața obligațiunilor a rezistat.
Având originile lor în antichitate, obligațiunile sunt mult mai vechi decât piața de acțiuni care a apărut cu prima corporație pe acțiuni, Compania Compania Neerlandeză a Indiilor de Est de Est în 1602 (deși unii cercetători susțin că ceva similar corporației pe acțiuni a existat în Roma antică).
Prima obligațiune suverană a fost emisă în 1693 de nou formata Bancă a Angliei. Această obligațiune a fost folosită pentru a finanța conflictul cu Franța. Alte guverne europene au urmat exemplul.
SUA au emis pentru prima dată obligațiuni suverane de trezorerie pentru a finanța războiul de independență. Datoria suverană („Liberty Bonds”) a fost din nou folosită pentru a se finanța eforturile Primului Război Mondial și a fost emisă în 1917, la scurt timp după ce SUA au declarat război Germaniei.
Fiecare scadență a obligațiunilor (un an, doi ani, cinci ani și așa mai departe) a fost gândită ca o piață separată până la mijlocul anilor 1970, când comercianții de la Salomon Brothers au început să traseze o curbă a randamentelor acestora. Această inovație - curba randamentelor - a transformat modul în care obligațiunile erau evaluate și tranzacționate și a deschis calea pentru dezvoltarea finanțării cantitative.
Începând cu sfârșitul anilor '70, companiile publice care nu au calitatea de investitor au fost autorizate să emită obligațiuni corporative.
Următoarea inovație a fost apariția instrumentelor derivate în anii 1980 și mai departe, care a dus la crearea obligațiilor de datorie garantată, a titlurilor garantate cu ipoteci rezidențiale și la apariția industriei produselor structurate.